# Liste der Stolpersteine in Wassenberg
Die Liste der Stolpersteine in Wassenberg enthält alle Stolpersteine, die im Rahmen des gleichnamigen Kunst-Projekts von Gunter Demnig in Wassenberg verlegt wurden. Mit ihnen soll an Opfer des Nationalsozialismus erinnert werden, die in Wassenberg lebten und wirkten.

## Verlegte Stolpersteine
| Bild                                                            | Person, Inschrift | Adresse                  | Verlege- datum | Anmerkung |
| --------------------------------------------------------------- | --- | ------------------------ | -------------- | --------- |
| Stolperstein für Arthur Kaufmann                                | Hier wohnte Arthur Kaufmann Jg. 1911 deportiert 1942 ermordet in Auschwitz                                            | Am Roßtor 14 ·           | 14. Dez. 2011  |           |
| Stolperstein für Bernhard Kaufmann                              | Hier wohnte Bernhard Kaufmann Jg. 1883 deportiert 1942 ermordet in Auschwitz                                          | Am Roßtor 14 ·           | 14. Dez. 2011  |           |
| Stolperstein für Sibylla Kaufmann geb. Meyer                    | Hier wohnte Sibylla Kaufmann geb. Meyer Alter unbekannt deportiert 1942 ermordet in Auschwitz                         | Am Roßtor 14 ·           | 14. Dez. 2011  |           |
| Stolperstein für Adele Heumann                                  | Hier wohnte Adele Heumann Jg. 1889 deportiert 1942 Theresienstadt ermordet                                            | Am Roßtor 17 ·           | 14. Dez. 2011  |           |
| Stolperstein für Berta Heumann                                  | Hier wohnte Berta Heumann Jg. 1888 deportiert 1942 Theresienstadt ermordet                                            | Am Roßtor 17 ·           | 14. Dez. 2011  |           |
| Stolperstein für Wilhelmine Heumann geb. Sanders                | Hier wohnte Wilhelmine Heumann geb. Sanders Jg. 1889 deportiert 1942 Theresienstadt ermordet                          | Am Roßtor 17 ·           | 14. Dez. 2011  |           |
| Stolperstein für Karl Hertz                                     | Hier wohnte Karl Hertz Jg. 1887 verhaftet 1938 ermordet 1938 in Sachsenhausen                                         | Brühlstraße 40 ·         | 14. Dez. 2011  |           |
| Stolperstein für Betty Reis                                     | Hier wohnte Betty Reis Jg. 1921 deportiert 1942 Sobibor 1944 Auschwitz ermordet 1944 in Bergen-Belsen                 | Brühlstraße 40 ·         | 14. Dez. 2011  |           |
| Stolperstein für Else Reis geb. Hertz                           | Hier wohnte Else Reis geb. Hertz Jg. 1882 deportiert 1942 Izbica ermordet in Auschwitz                                | Brühlstraße 40 ·         | 14. Dez. 2011  |           |
| Stolperstein für Willi Reis                                     | Hier wohnte Willi Reis Jg. 1880 deportiert 1942 Izbica ermordet in Auschwitz                                          | Brühlstraße 40 ·         | 14. Dez. 2011  |           |
| Stolperstein Wassenberg Graf-Gerhard-Straße 18 Max Kaufmann     | Hier wohnte Max Kaufmann Jg. 1908 verhaftet Neuengamme ermordet 19. 6. 1942                                           | Graf-Gerhard-Straße 18 · | Dez. 2021      |           |
| Stolperstein Wassenberg Graf-Gerhard-Straße 18 Paula Kaufmann   | Hier wohnte Paula Kaufmann geb. Meier Jg. 1902 deportiert 1941 Lodz/Litzmannstadt ermordet Mai 1942 Chelmno / Kulmhof | Graf-Gerhard-Straße 18 · | Dez. 2021      |           |
| Stolperstein Wassenberg Graf-Gerhard-Straße 18 Rosalie Kaufmann | Hier wohnte Rosalie Kaufmann Jg. 1927 deportiert 1941 Lodz/Litzmannstadt ermordet März 1942 Chelmno / Kulmhof         | Graf-Gerhard-Straße 18 · | Dez. 2021      |           |
| Stolperstein Wassenberg Graf-Gerhard-Straße 18 Gertrud Kaufmann | Hier wohnte Gertrud Kaufmann Jg. 1928 deportiert 1941 Lodz/Litzmannstadt ermordet 4. 5. 1942 Chelmno / Kulmhof        | Graf-Gerhard-Straße 18 · | Dez. 2021      |           |
| Stolperstein Wassenberg Graf-Gerhard-Straße 18 Edith Kaufmann   | Hier wohnte Edith Kaufmann Jg. 1933 deportiert 1941 Lodz/Litzmannstadt ermordet 4. 5. 1942 Chelmno / Kulmhof          | Graf-Gerhard-Straße 18 · | Dez. 2021      |           |